# Pásztó
Pásztó [pástó] (slovensky Pastuchov, chorvatsky Pasta, srbsky Пасто, Pasto) je město v Maďarsku v župě Nógrád (Novohrad) pod pohořím Mátra, nacházející se u břehu řeky Zagyvy. Nachází se asi 16 km jihovýchodně od Salgótarjánu a 85 km severovýchodně od Budapešti. Je správním městem stejnojmenného okresu. V roce 2018 zde žilo 9124 obyvatel. Podle údajů z roku 2011 zde žilo 83,7 % Maďarů, 3,5 % Romů, 0,5 % Němců a 0,2 % Slováků.

## Historie

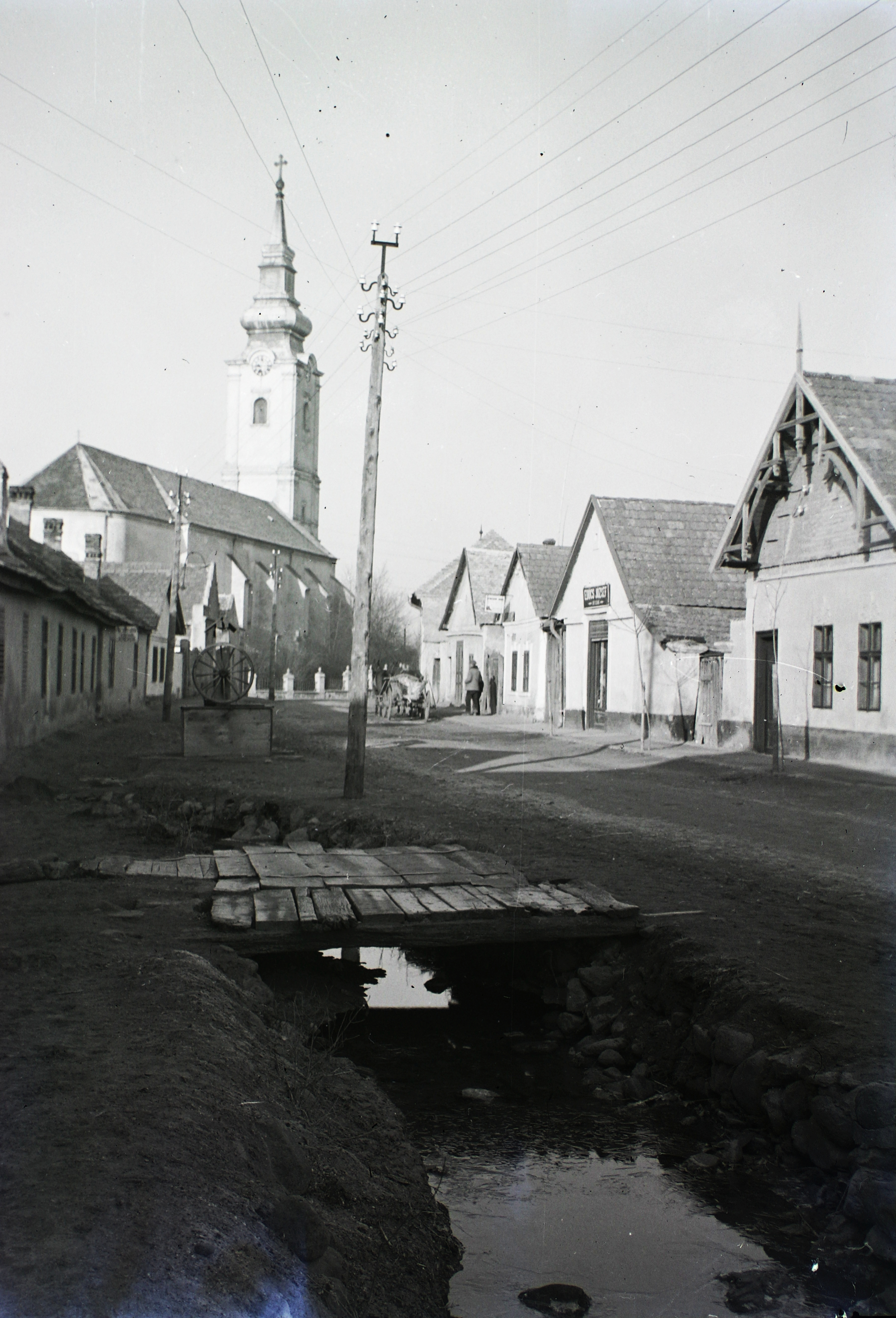
Historický pohled na město s kostelem sv. Vavřince.

V době stěhování národů zde již existovalo trvalé osídlení. Ve středověkých dokumentech jsou doloženy názvy Pasto, Pastro, Pastuch, Paastuchov, Paszthow, Patzhoh.
V roce 1190 zde založil uherský král Béla III. cisterciácké opatství, z něhož se pokřesťanštilo rolnické obyvatelstvo. Po zničení při mongolském vpádu v 13. století mniši obnovili kostel, klášter a usedlosti. Malé sídlo se vyvinulo v kulturní a správní centrum, privilegia získalo od krále Zikmunda Lucemburského. Středověká škola se proslavila v 15. století. Rozkvět Pásztó skončil s tureckým vpádem do Uher a následnou okupací. Město bylo zničeno Osmany v roce 1552. Místo bylo více než sto let neobydlené. Život se vrátil až v 50. letech 16. století, kdy se boje do jisté míry uklidnily. Na popud Leopolda I. přišli do města cisterciáčtí mniši z Moravy. V roce 1715 zde byly postaveny barokní klášterní budovy, které stojí dodnes. Císař Josef II. klášter zrušil v roce 1787.
V roce 1867 bylo město napojeno na železnici. Žádný průmysl, který by podstatným způsobem město ovlivnil, se však ve městě nerozvinul. Naopak roku 1872 ztratilo Pasztó uherskou reformou samosprávy statut města. V roce 1910 tu bylo napočítáno 5792 obyvatel, většina z nich byli Maďaři dle národnosti a většina se hlásila k Římskokatolické církvi. 
Roku 1984 získalo Pásztó statut města zpět. V té době již probíhal čilý rozvoj sídla, způsobený výstavbou nových domů, většinou panelových bloků.

## Pamětihodnosti
Významnou stavbou v obci je Cisterciácký klášter, z některých částí objektu se dochovaly pouze obvodové zdi. V centru se také nachází městské muzeum (maďarsky Pásztói Múzeum). V jeho blízkosti je i galerie Csohány Kalmána. Hlavním kostelem je kostel sv. Vavřince (maďarsky Szent Lőrinc templom).

## Doprava
Všechny dopravní tahy procházejí severo-jižním směrem dle toku říčky Zagyva. Hlavní silnicí je komunikace celostátního významu č. 21, která spojuje slovenské Fiľakovo přes Pásztó s Hatvanem a dále dálnicí M3. Město obchází po obchvatu ze západní strany. V obdobném směru vede také i železniční trať. 